# Batalla de Calama

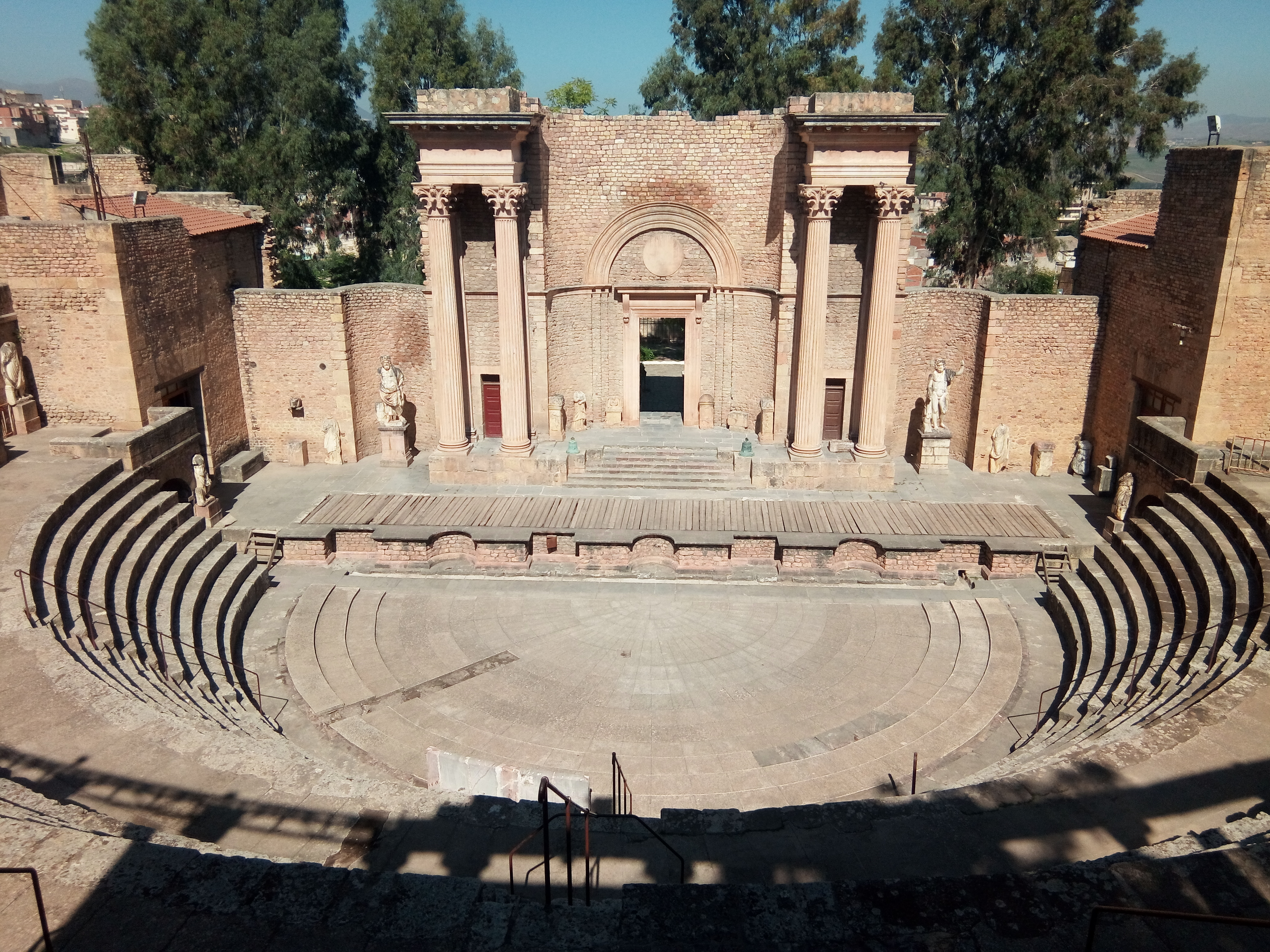
Teatro romano de la colonia romana de Calama (en la ciudad actual de Guelma, Argelia).

La batalla de Calama fue un enfrentamiento bélico que tuvo lugar en mayo de 430 cerca de la colonia romana de Calama en la provincia del Imperio romano de Numidia (actual Argelia). Se enfrentaron el ejército vándalo y alano encabezado por Genserico, que un año antes había cruzado las Columnas de Hércules con el fin de conquistar la diócesis de África, y el ejército romano comandado por el comes de África Bonifacio. La victoria fue para Genserico y Bonifacio y sus tropas supervivientes se refugiaron en Hipona, en la provincia de África proconsular. La batalla formó parte de la conquista vándala del norte de África.

## Antecedentes
Genserico atravesó el estrecho de Gibraltar desde Hispania en mayo de 429. Según el historiador bizantino Procopio de Cesarea, autor en el siglo VI de una Historia de la guerra de los vándalos, Genserico habría sido llamado por el comes de la diócesis de África Bonifacio, pero, como ha comentado Pierre Cosme, «los vándalos, hambrientos, no tenían sin duda ninguna necesidad de que se les sugiriera dirigirse hacia el granero de trigo del Imperio de Occidente».
Ciertamente, advierte Cosme, el comes Bonifacio estaba enemistado con la corte de Rávena, capital desde 404 del Imperio de Occidente, porque no lo habían nombrado comandante supremo del ejército romano y por eso había desobedecido la orden que le había dado en 427 la emperatriz Gala Placidia, que actuaba en nombre de su hijo de corta edad Valentiniano III, de que acudiera a la capital de Occidente. La respuesta fue el envío a África para reducirlo de un contingente de tropas al mando de Sigisvulto, un godo al servicio del Imperio. ¿Fue entonces cuando Bonifacio habría llamado en su ayuda al vándalo Genserico? Numerosos historiadores actuales lo ponen en duda. Pero si fue ese el caso, puntualiza Pierre Cosme, enseguida debió darse cuenta de su error al conocer que unos ochenta mil vándalos asdingos y alanos, incluidos mujeres, niños y ancianos, habían cruzado las Columnas de Hércules (el nombre dado en la Antigüedad al estrecho de Gibraltar). De ellos unos quince mil guerreros. El paso del estrecho había durado cerca de un mes y se utilizó una flotilla formada por unas quinientas embarcaciones. No hay duda de que el propósito de Genserico era apoderarse de la rica diócesis de África.

## La batalla

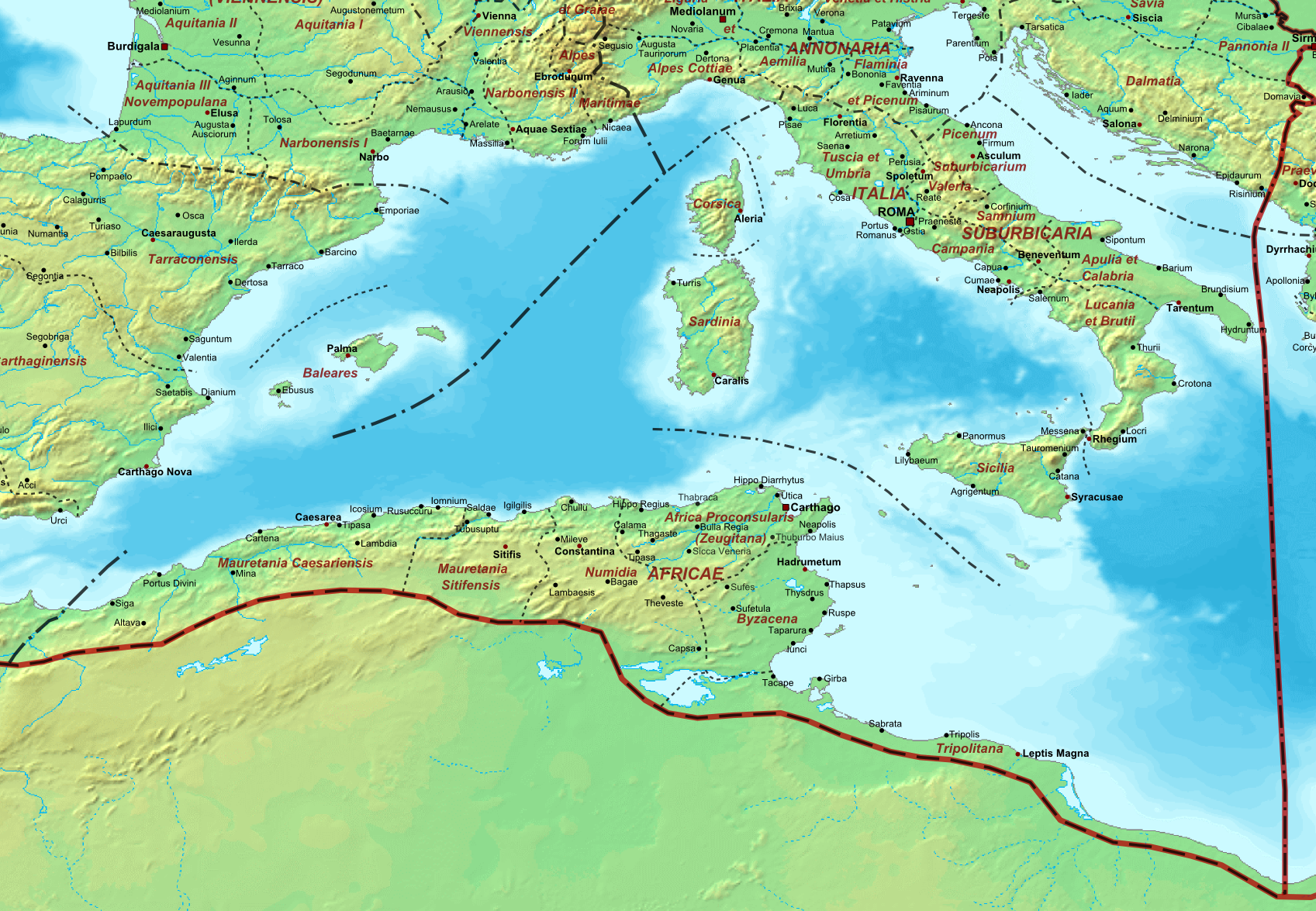
Mapa de la diócesis de África hacia el año 400. En este mapa Calama aparece en la provincia de África proconsular. No incluye a la provincia de Mauretania Tingitana porque pertenecía a la diócesis de Hispania.

Se desconoce el número de efectivos militares del ejército romano de África que podrían oponerse a los quince mil combatientes vándalos y alanos, pero se calcula que los doblarían en número (sumarían unos treinta mil hombres). Sin embargo, en sólo tres meses, de mayo a agosto de 429, recorrieron setecientos kilómetros hasta alcanzar la ciudad de Altava en la Mauretania Caesariensis y tras haber atravesado la provincia de Mauretania Tingitana. El obispo «católico» de Calama Possidio relató así el avance de los vándalos —que eran cristianos arrianos— en el capítulo 28 de su Vita de Augustini:

Muy rápidamente en los tiempos que siguieron, por la poderosa voluntad de Dios, se conoció que el ejército de los monstruosos enemigos vándalos y alanos mezclados con el pueblo de los godos y de otras personas variadas, equipado con armas diversas y entrenado para la guerra, llegado de las regiones ultramarinas de Hispania se lanzó sobre África por barco. Por todas partes, atravesando los territorios de la Mauretania para llegar a nuestras provincias y en nuestras regiones, furioso de toda clase de atrocidad y de crueldad, devastó todo mediante la confiscación, los asesinatos y toda clase de tormentos, los incendios y una infinidad de otras maldades, sin distinción de sexo ni de edad, sin ni siquiera perdonar a los obispos de Dios o sus sacerdotes, ni tampoco los ornamentos de las iglesias ni los instrumentos litúrgicos, ni los edificios.

El conde Bonifacio intentó detener su avance pero fue derrotado cerca de Calama en la provincia de Numidia. Como ha señalado Pierre Cosme, sus tropas, dedicadas principalmente a la vigilancia de las fronteras frente a las incursiones de las tribus bereberes y de nómadas del desierto, «no estaban en absoluto preparadas para combatir una tropa aguerrida y endurecida por años de combate entre el Rin y el Mediterráneo».
Tras la derrota Bonifacio se refugió con el resto de su ejército en Hipona, en la provincia de África proconsular. Los vándalos la sometieron a un asedio que duró más de un año, de junio de 430 a agosto de 431 —durante el sitio murió Agustín, que así no llegó a ver como su ciudad caía en poder de los «bárbaros»—. El asedio duró tanto tiempo porque los vándalos no dominaban todavía el arte de tomar una ciudad amurallada. Los refuerzos enviados desde Oriente bajo las órdenes del comes Aspar no pudieron evitar una nueva derrota romana. En principio Aspar logró liberar Hipona en la primavera de 431, pero no consiguió vencer a los vándalos. Los combates fueron numerosos y en los meses siguientes estos se apoderaron de numerosas ciudades, incluida Hipona que se vio obligada a abrir sus puertas. Sólo Cartago y Cirta resistieron.